# 赫氏鰭美洲鱥
赫氏鰭美洲鱥（學名：Pteronotropis hubbsi），為輻鰭魚綱鯉形目雅羅魚科的其中一個種，分布北美洲美國阿肯色州南部、路易斯安那州與德克薩斯州東北部的紅河與歐奇塔河流域，本魚體呈橢圓形且側扁，背部呈暗紅橙色，腹部顏色較淺，下巴是黑色的，頭頂是藍色的，帶有綠色的虹彩，較大的雄魚在深色背鰭上有一些虹彩，從下巴到尾柄有一條寬闊的深色橫向條紋，體長可達6公分，壽命可達2年。棲息在沙泥底質、植被生長的溪流、沼澤，以小型甲殼類、橈腳類、水生昆蟲等為食，雌魚缺乏雄魚的虹彩藍色，雄魚隨著年齡的增長外觀會改變，在「初始」階段，雄魚個體較小，頭部和鰭呈藍色閃亮；在「終端」階段時，雄魚體型較大，身體兩側有深色豎條，藍色逐漸褪色。雄魚具有攻擊性和領地意識，雌性在一歲時性成熟，五月至七月產卵，可能產下多窩，由於受到農業發展、棲地破壞水族貿易過度採集，被IUCN列為近危保育類動物。

## 扩展阅读
維基物種上的相關：赫氏鰭美洲鱥